# Бруатурпсон
Бруатурпсон, також Турсосон (швед. Bruatorpsån, також Torsåsån) — мала річка на півдні Швеції, у південно-східній частині Йоталанду. Площа басейну  — 420 км²  (430,1 км² ). Середня річна витрата води — 3 м³/с.  На річці у селищі Турсос побудовано малу ГЕС з встановленою потужністю 0,14 МВт та середнім річним виробництвом 0,4 млн кВт·год.  За іншими даними на річці побудовано дві ГЕС. 
Більшу частину басейну річки — 74 % — займають ліси. На території басейну мало озер і вони займають менше 1 % його території. 